# Мисс Вселенная 1979
Мисс Вселенная 1979 (англ. Miss Universe 1979) — 28-й ежегодный конкурс красоты, проводился 20 июля 1979 года в Perth Entertainment Centre, Перт, Австралия. За победу на нём соревновалось 75 конкурсанток. Победительницей стала представительница Венесуэлы — Марица Сайалеро.

## Результаты

### Места
| Награда             | Участница |
| ------------------- | --- |
| Мисс Вселенная 1979 | - Венесуэла — Марица Сайалеро |
| 1-я Вице-мисс       | - Бермуды — Джина Свейнсон |
| 2-я Вице-мисс       | - Англия — Кэролин Сивард |
| 3-я Вице-мисс       | - Бразилия — Марта Жуссара да Коста |
| 4-я Вице-мисс       | - Швеция — Аннет Мари Экстрем |
| Топ-12              | - Южно-Африканская Республика — Вероника Уилсон - Британский Гондурас — Сарита Диана Акоста - США — Мэри Тереза Фрил - ФРГ — Андреа Хонтшик - Шотландия — Лоррейн Дэвидсон - Аргентина — Адриана Вирхиния Альварес - Уэльс — Джанет Беверли Хобсон |

### Полуфинальные оценки
| \| Страна \| Средний балл, предварительно \| Интервью \| Купальник \| Вечернее платье \| Полуфинал, средний балл \| \| --------------------------- \| ---------------------------- \| ---------- \| ---------- \| --------------- \| ----------------------- \| \| Венесуэла \| 8.461 (1) \| 9.362 (1) \| 9.135 (1) \| 9.416 (1) \| 9.305 (1) \| \| Бермуды \| 7.578 (9) \| 8.872 (2) \| 9.027 (2) \| 9.100 (2) \| 9.000 (2) \| \| Англия \| 8.227 (2) \| 8.671 (3) \| 8.591 (4) \| 8.936 (3) \| 8.733 (3) \| \| Бразилия \| 7.715 (5) \| 8.509 (4) \| 8.764 (3) \| 8.818 (4) \| 8.697 (4) \| \| Швеция \| 7.800 (4) \| 8.300 (5) \| 8.127 (7) \| 8.409 (6) \| 8.279 (5) \| \| Южно-Африканская Республика \| 8.103 (3) \| 7.918 (10) \| 8.330 (5) \| 8.454 (5) \| 8.234 (6) \| \| Британский Гондурас \| 7.654 (7) \| 8.118 (7) \| 8.279 (6) \| 8.118 (10) \| 8.172 (7) \| \| США \| 7.676 (6) \| 8.100 (8) \| 7.709 (12) \| 8.335 (7) \| 8.048 (8) \| \| ФРГ \| 7.542 (10) \| 8.125 (6) \| 7.882 (10) \| 8.118 (10) \| 8.042 (9) \| \| Шотландия \| 7.609 (8) \| 7.764 (11) \| 8.118 (8) \| 8.218 (8) \| 8.033 (10) \| \| Аргентина \| 7.515 (11) \| 8.009 (9) \| 8.045 (9) \| 8.021 (12) \| 8.025 (11) \| \| Уэльс \| 7.345 (12) \| 7.380 (12) \| 7.818 (11) \| 8.150 (9) \| 7.783 (12) \| | Победительница 1-я Вице-мисс 2-я Вице-мисс 3-я Вице-мисс 4-я Вице-мисс Топ-12 Полуфиналистки (#) Ранг в каждом туре конкурса |            |            |                 |                         |
| Страна | Средний балл, предварительно                                                                                                 | Интервью   | Купальник  | Вечернее платье | Полуфинал, средний балл |
| Венесуэла | 8.461 (1) | 9.362 (1)  | 9.135 (1)  | 9.416 (1)       | 9.305 (1)               |
| Бермуды | 7.578 (9) | 8.872 (2)  | 9.027 (2)  | 9.100 (2)       | 9.000 (2)               |
| Англия | 8.227 (2) | 8.671 (3)  | 8.591 (4)  | 8.936 (3)       | 8.733 (3)               |
| Бразилия | 7.715 (5) | 8.509 (4)  | 8.764 (3)  | 8.818 (4)       | 8.697 (4)               |
| Швеция | 7.800 (4) | 8.300 (5)  | 8.127 (7)  | 8.409 (6)       | 8.279 (5)               |
| Южно-Африканская Республика | 8.103 (3) | 7.918 (10) | 8.330 (5)  | 8.454 (5)       | 8.234 (6)               |
| Британский Гондурас | 7.654 (7) | 8.118 (7)  | 8.279 (6)  | 8.118 (10)      | 8.172 (7)               |
| США | 7.676 (6) | 8.100 (8)  | 7.709 (12) | 8.335 (7)       | 8.048 (8)               |
| ФРГ | 7.542 (10) | 8.125 (6)  | 7.882 (10) | 8.118 (10)      | 8.042 (9)               |
| Шотландия | 7.609 (8) | 7.764 (11) | 8.118 (8)  | 8.218 (8)       | 8.033 (10)              |
| Аргентина | 7.515 (11) | 8.009 (9)  | 8.045 (9)  | 8.021 (12)      | 8.025 (11)              |
| Уэльс | 7.345 (12) | 7.380 (12) | 7.818 (11) | 8.150 (9)       | 7.783 (12)              |

### Специальные награды
| Премия                     | Участница |
| -------------------------- | --- |
| Лучший национальный костюм | - Уругвай — Элизабет Бусти - Бразилия — Марта Жуссара да Коста - Южно-Африканская Республика — Вероника Уилсон |
| Мисс Конгениальность       | - Япония — Юрика Курода                                                                                        |
| Мисс Фотогеничность        | - Англия — Кэролин Сивард                                                                                      |

### Топ
| 1. Уэльс 2. Бермудские острова 3. Бразилия 4. ЮАР 5. США 6. Белиз 7. Аргентина 8. Англия 9. Германия 10. Шотландия 11. Венесуэла 12. Швеция | 1. Венесуэла 2. Швеция 3. Бермудские острова 4. Англия 5. Бразилия |

## Судьи
| - Ита Баттроуз - Лана Кантрелл - Ив Корнасьер - Дон Гэллоуэй - Aпасра Хонгсакула — победительница Мисс Вселенная 1965 - Хулио Иглесиас | - Тони Мартин - Робин Мур - Россана Подеста - Анна Мария Похтамо — победительница Мисс Вселенная 1975 - Констанс Тауэрс |

## Участницы
| - Антигуа и Барбуда — Элси Мейнард - Аргентина — Адриана Вирхиния Альварес - Аруба — Лугина Лилиана Маргарета Вильчес - Австралия — Керри Дандердейл - Австрия — Карин Цорн - Багамские Острова — Лолита Луиза Амбристер - Барбадос — Барбара Брэдшоу - Бельгия — Кристина Линда Бернадетт Кайо - Британский Гондурас — Сарита Диана Акоста - Бермуды — Джина Энн Касандра Суэйнсон - Боливия — Мария Луиза Рендон - Бопутатсвана — Алина Моекетсе - Бразилия — Марта Жуссара да Коста - Виргинские Острова (Великобритания) — Эрта Фердинанд - Канада — Хайди Квиринг - Чили — Мария Сесилия Серрано Гильдемайстер - Колумбия — Ана Милена Парра Турбай - Коста-Рика — Карла Фасио Франко - Дания — Одинокая Глэдис Йоргенсен - Доминиканская Республика — Виена Элизабет Гарсия Хавьер - Эквадор — Маргарита Плаза - Сальвадор — Джудит Иветта Лопес Лагос - Англия — Кэролин Энн Сивард - Фиджи — Таня Уайтсайд - Финляндия — Пяйви Уитто - Франция — Сильви Элен Мари Парера - ФРГ — Андреа Хонтшик - Греция — Катя Кукиду - Гуам — Мари Круз - Гватемала — Мишель Мари Домингес Сантос - Нидерланды — Юнис Бхарацингх - Гондурас — Джина Мария Вайднер Кливс - Гонконг — Оливия Чанг Ман-Ай - Исландия — Халльдора Бьорк Йонсдоттир - Индия — Сваруп Сампат - Ирландия — Лоррейн Марион О'Коннер - Израиль — Веред Полгар - Италия — Эльвира Пуглизи | - Япония — Юрика Курода - Республика Корея — Чэ Хва Со - Малайзия — Ирен Вонг Сун Чинг - Мальта — Диана Борг Бартоло - Маврикий — Мари Шанеа Аллард - Мексика — Бланка Мария Луиса Диас Техеда - Новая Зеландия — Андреа Карке - Северные Марианские Острова — Барбара Торрес - Норвегия — Унни Маргрете Эгланд - Панама — Унни Маргрете Эгланд - Папуа — Новая Гвинея — Молли Мисбут - Парагвай — Патриция Лохман Берни - Перу — Жаклин Брам - Филиппины — Крисельда «Данг» Флорес Сесилио - Португалия — Марта Мария Мендоса де Гувейя - Пуэрто-Рико — Тереза Лопес - Реюньон — Изабель Жакемар - Сент-Китс и Невис — Шерил Чадертон - Сент-Винсент и Гренадины — Джун де Нобрига - Шотландия — Лоррейн Дэвидсон - Сингапур — Элейн Тан Ким Лиан - Южно-Африканская Республика — Вероника Уилсон - Испания — Глория Мария Валенсиано Рихо - Шри-Ланка — Видьяхари Ванигасурия - Суринам — Сержин Лью-А-Лен - Швеция — Аннет Мари Экстрем - Швейцария — Биргит Краль - Французская Полинезия — Фабьен Тапаре - Таиланд — Вонгдуан Кердпум - Транскей — Линдиве Бам - Тринидад и Тобаго — Мари Ноэль Диас - Турция — Фусин Тахир Дермитан - Уругвай — Элизабет Бусти - США — Мэри Тереза Фрил - Виргинские Острова (США) — Линда Торрес - Венесуэла — Марица Саялеро Фернандес - Уэльс — Джанет Беверли Хобсон |